# Келпін (Хойницький повіт)
Келпін (пол. Kiełpin) — село в Польщі, у гміні Конажини Хойницького повіту Поморського воєводства.
Населення — 92 особи (2011).
У 1975-1998 роках село належало до Слупського воєводства.

## Демографія
Демографічна структура станом на 31 березня 2011 року:
|          | Загалом | Допрацездатний вік | Працездатний вік | Постпрацездатний вік |
| -------- | ------- | ------------------ | ---------------- | -------------------- |
| Чоловіки | 51      | 8                  | 39               | 4                    |
| Жінки    | 41      | 10                 | 22               | 9                    |
| Разом    | 92      | 18                 | 61               | 13                   |